# Josef Imboden

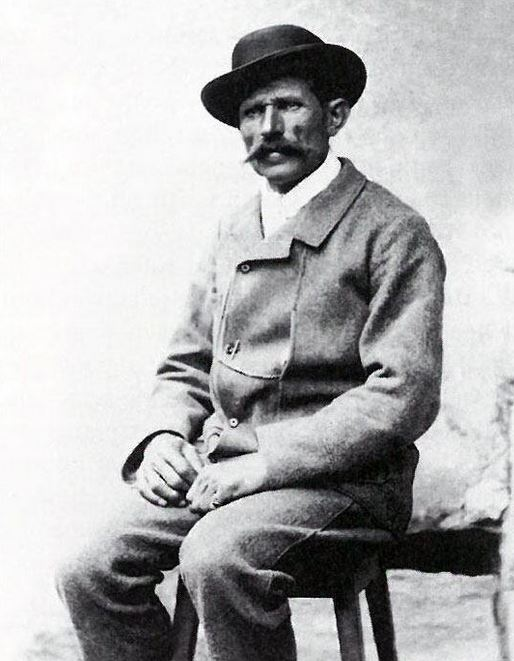
Josef Imboden

Josef Imboden (* 14. Februar 1840 in St. Niklaus; † 14. August 1925 ebenda) war ein Walliser Politiker, Bergsteiger und Bergführer. Josef Imboden war der erste Schweizer Bergführer im Himalaja.

## Erster Schweizer Bergführer im Himalaja
Im Jahre 1883 unternahm Josef Imboden als Bergführer der ersten Generation eine bemerkenswerte Expedition in die Kangchenjunga-Gruppe des Himalajas. Hierbei führte er u. a. die Erstbesteigung des Khanla Kang (6058 m) durch. Somit war er auch der erste Schweizer Bergführer, der die Höhe von 6'000 Meter überschritten hatte.

## Pionier des Frauenalpinismus: Pointe Burnaby und Imbodentind
Mit Elizabeth Hawkins-Whitshed (später Mrs. Burnaby, Mrs. Main und Mrs. Aubrey Le Blond) führte Imboden im Jahre 1884 die Erstbesteigung auf den 4134 m hohen Vorgipfel des Bishorns durch, der zu ihren Ehren Pointe Burnaby getauft wurde.
In den Jahren 1897–1899 führten die beiden auf drei Norwegenexpeditionen insgesamt 38 Erstbegehungen durch, davon 29 Erstbesteigungen. So bewerkstelligten sie am 15. August 1899 die Erstbesteigung eines 1565 m hohen Berges in der Gruppe der Lakselvtindere, der zu Ehren Imbodens Imbodentind getauft wurde, wobei auch diese Erstbesteigung auf Meereshöhe angegangen wurde.

## Politiker
Josef Imboden wirkte 1901–1904 auch als Gemeindepräsident von St. Niklaus. Er war einer der wohlhabendsten Männer des Nikolaitals.

## Erstbegehungen (Auswahl)
- 1. August 1879: westlichster Teil der Nordflanke und Westgrat der Aiguille du Chardonnet (Normalweg) mit Josef Marie Lochmatter und Percy-W. Thomas
- 30. März 1883: Erstbesteigung des Khanla Kang der Kangchenjunga-Gruppe im Himalaja
- 28. August 1884: Erstbesteigung des Pointe Burnaby des Bishorns der Weisshorngruppe im Schweizer Kanton Wallis
- 15. August 1899: Erstbesteigung des Imbodentind der östlichen Gruppe der Lakselvtindere in Nordnorwegen
- die weiteren Erstbegehungen siehe folgend unter Literatur